# Hôtel Pauilhac
El hôtel Pauilhac es un hotel particulier ubicado en el 16 distrito de París, en el 59 de la avenida Raymond-Poincaré.

## Históra
Fue construido entre 1910 y 1911 por el arquitecto Charles Letrosne por encargo de Georges Pauilhac, industrial de Toulouse, copropietario de la empresa JOB y coleccionista de armas.
La fachada y la cubierta a la calle, así como, en el interior, el vestíbulo de entrada, la escalera y su herrería, las antiguas galerías del primer piso, incluida la que alberga la fuente del mosaico, están catalogados como monumentos históricos por orden del 27 de septiembre de 1990. Las galerías se utilizaron para exhibir la colección de armas de Georges Pauilhac. En 1964, se integró en las colecciones del Musée de l'Armée.
En 1989, fue comprado por un promotor para establecer una sede de prestigio.
Alain Ducasse operó allí un restaurante a su nombre desde 1996 hasta julio de 2000, sucediendo a Joël Robuchon.